# شينشيرو (آيتشي)
شينشيرو مدينة تقع ضمن محافظة آيتشي في اليابان، تأسست في 10/1/2005، بلغ عدد تعداد سكانها في 1 يناير – 2008 حوالي 51326 مساحتها الإجمالية حوالي 499 كم2 لتصبح كثافة سكانها 103 نسمة لكل كيلو متر مربع.